# Antoine Louis Joseph Guy
Pour les articles homonymes, voir Guy.
Antoine Louis Joseph Guy est un homme politique français né le 20 janvier 1790 à Paris et décédé le 5 octobre 1861 à Saint-Germain-en-Laye (Yvelines).
Fonctionnaire à l'intendance de Catalogne en 1811, il passe ensuite à l'administration du Trésor en 1812 et vérifie les comptes des départements d'Ile-de-France jusqu'en 1823. Conseiller municipal de Saint-Germain-en-Laye en 1827, maire en 1830, conseiller d'arrondissement en 1832, il est député de Seine-et-Oise de 1832 à 1837, siégeant dans la majorité soutenant les ministères de la Monarchie de Juillet.

## Distinctions
- Chevalier de la Légion d'honneur

### Source
- « Antoine Louis Joseph Guy », dans Adolphe Robert et Gaston Cougny, Dictionnaire des parlementaires français, Edgar Bourloton, 1889-1891 [détail de l’édition]